# کانزی

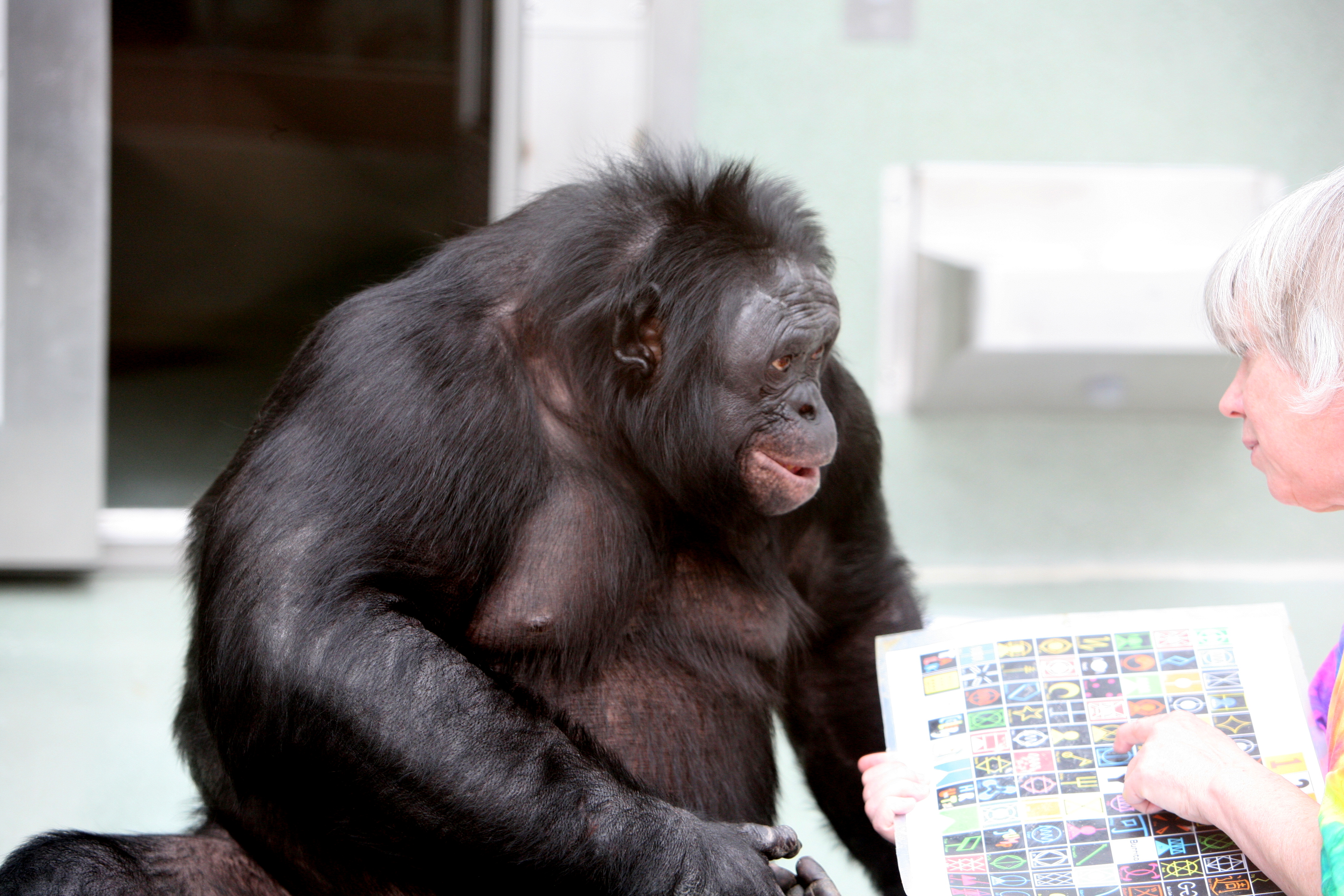
کانزی در سال ۲۰۰۶ با سو سویج رامبا با استفاده از یک «صفحه‌کلید» قابل حمل دارای نمادهای قراردادی که کانزی با کلمات ارتباط برقرار می‌کند، صحبت می‌کند.

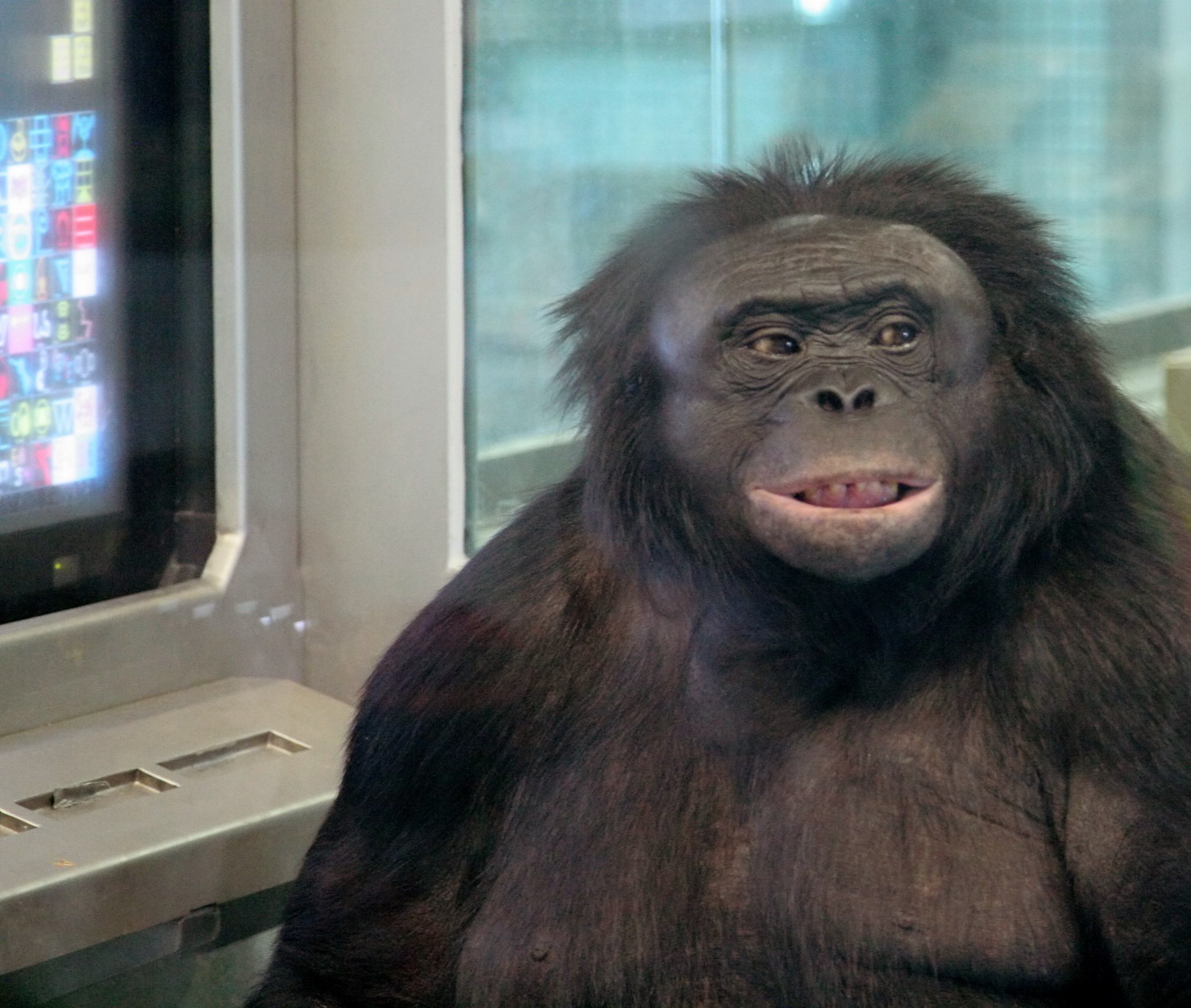
کانزی صدها نماد قراردادی را که نشان‌دهنده کلمات، اشیاء و افراد آشنا هستند را آموخته است.

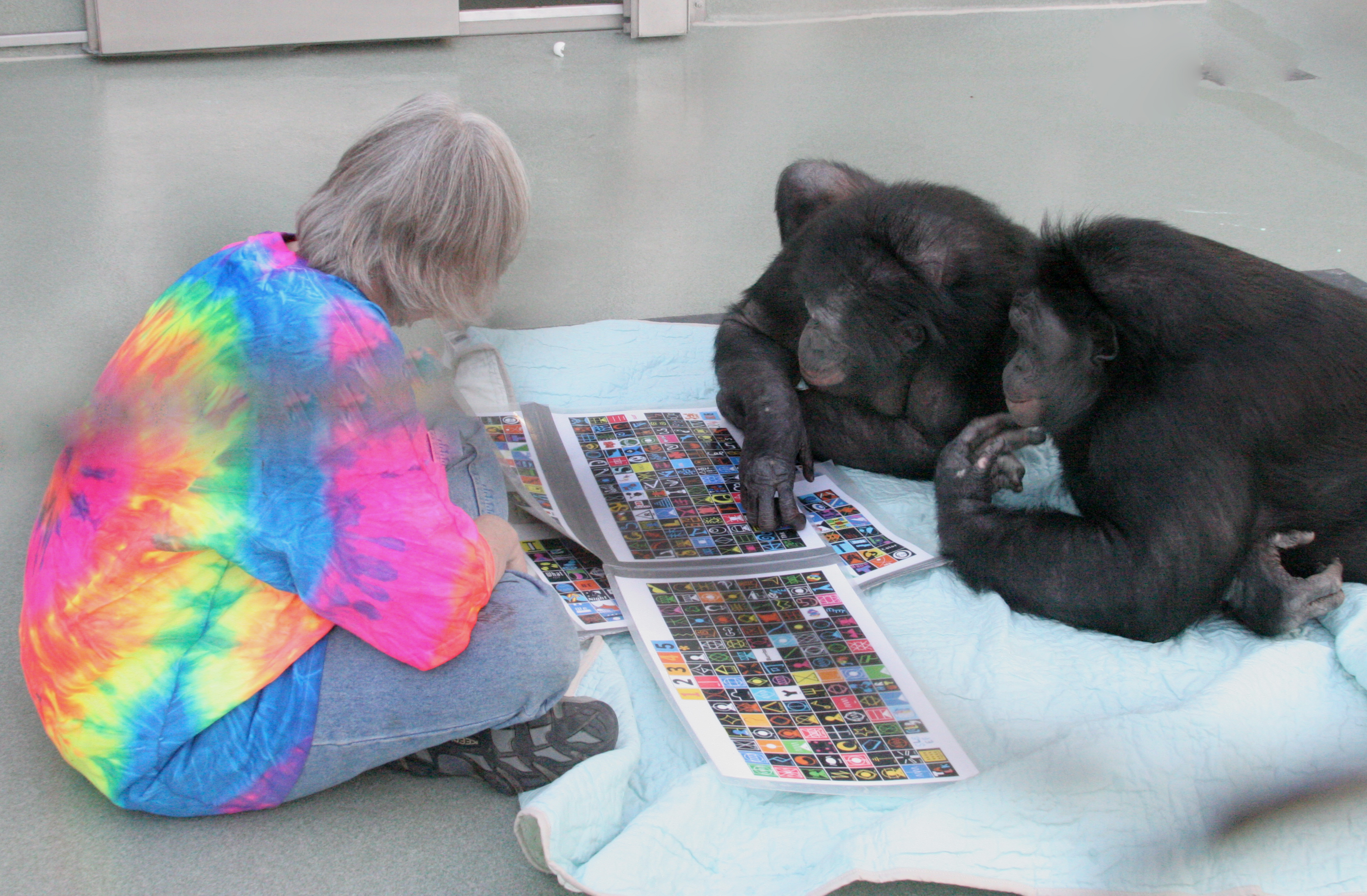
سو سویج رامبا (چپ)، کانزی و خواهرش، پانبانیشا (راست) درحال کار با صفحه‌کلید قابل حمل.

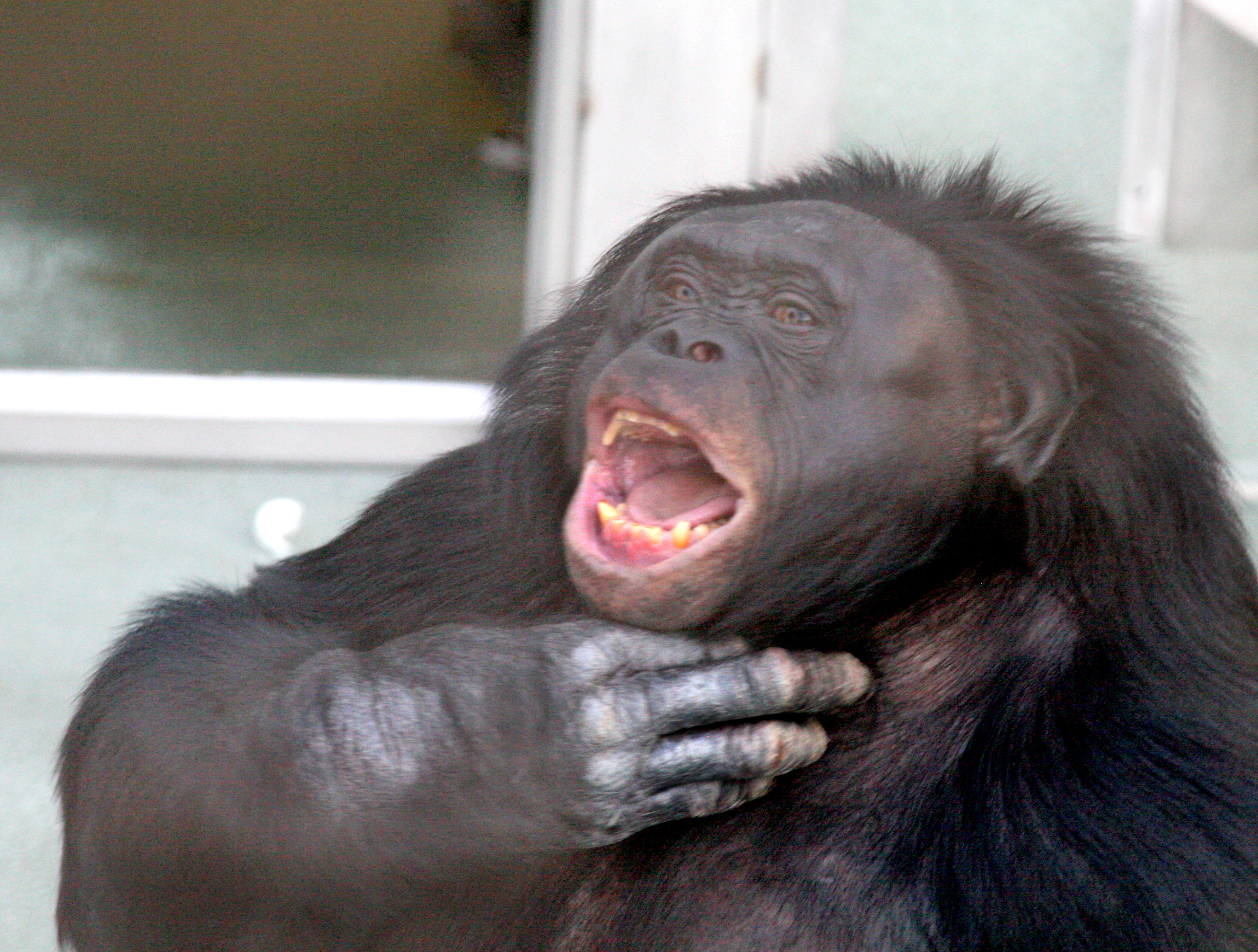
اگرچه کانزی گاهی می‌تواند گفتار انسان را تقلید کند، اما این او را در طول یک صداسازی استانداردگونه نشان می‌دهد.

کانزی (متولد ۲۸ اکتبر ۱۹۸۰ در آتلانتا) که با واژه یرکیش  (از نویسه 太) نیز شناخته می‌شود، یک بونوبو نر است که موضوع چندین مطالعه در مورد زبان در میمون‌های بزرگ بوده است. به گفته سو سویج رامبا، نخستی‌شناس، که در طول زندگی خود روی بونوبوها مطالعه کرده است، کانزی استعداد زبانی پیشرفته‌ای از خود نشان داده است.

## زندگی‌نامه
کانزی در سال ۱۹۸۰ در خانواده لورل و بوسانجو در مرکز یرکس در دانشگاه اموری به دنیا آمد. مدت کوتاهی پس‌از تولد، کانزی توسط یک ماده غالب‌تر، ماتاتا، مادرسالار گروه، دزدیده شد و به فرزندی گرفته شد.
در سال ۱۹۸۵، کانزی به مرکز تحقیقات زبان در دانشگاه ایالتی جورجیا منتقل شد. او بعداً به‌همراه خواهرش پانبانیشا به گریت ایپ تراست در دموین، آیووا منتقل شد. این مرکز ناموفق، که در سال ۲۰۰۴ توسط تاجر محلی، تد تاونسند، تأسیس شد، پس‌از از دست دادن بودجه، تجربه اتهامات ناشی از بی‌توجهی و سیل بسته شد.
در سال ۲۰۱۳، پناهگاه ابتکار حفاظت و شناخت کپی‌ها (ACCI), به سرپرستی جرد تالیالاتلا، استاد دانشگاه ایالتی کنسو در جورجیا، و بیل هاپکینز، استاد دانشگاه ایالتی جورجیا، این مرکز را بر عهده گرفتند.
زمانی که ACCI مراقبت از کانزی را در سال ۲۰۱۳ بر عهده گرفت، او به‌دلیل سوءمدیریت در رژیم غذایی و فعالیت‌های خود به‌شدت چاق بود. مراقبان جدید او رژیم غذایی کانزی را به رژیم غذایی مناسب‌تر تغییر دادند و فرصت‌های او را برای فعالیت بدنی افزایش دادند. کانزی از آن زمان بیش از هفتاد و پنج پوند (۳۴ کیلوگرم) از دست داده است.
در دوران نوزادی، کانزی ماتاتا را در جلساتی همراهی می‌کرد که در آن به ماتاتا زبان یرکیش ازطریق صفحه‌کلید آموزش داده می‌شد، اما او علاقه چندانی به درس‌ها نشان نمی‌داد. برای محققان شگفت‌انگیز بود که یک روز، درحالی که ماتاتا نزدیک او نبود، کانزی با مهارت شروع به استفاده از واژگان کرد و نه‌تنها اولین میمون مشاهده‌شده‌ای بود که جنبه‌های زبان را به‌طور طبیعی و نه ازطریق آموزش مستقیم آموخته است، بلکه اولین بونوبوی مشاهده‌شده شد که به نظر می‌رسد در کل از برخی عناصر زبان استفاده می‌کند. کانزی در مدت کوتاهی بر ده کلمه‌ای که محققان برای آموزش مادرخوانده‌اش در تلاش بودند تسلط پیدا کرد و از آن زمان بیش از ۳۴۸ کلمه را یادگرفت که می‌تواند آنها را برای معنای جدید ترکیب کند. هنگامی که او یک کلمه گفتاری را می‌شنود (ازطریق هدفون، برای فیلتر کردن سرنخ‌های غیرکلامی)، به واژگان صحیح اشاره می‌کند. او می‌تواند ارتباط را با استفاده از واژگان آغاز کند. سو سویج رامبا در سال ۲۰۰۶ ادعا کرد که کانزی حدود ۳۰۰۰ کلمه گفته شده را می‌فهمد.
مادرخوانده کانزی، ماتاتا، زمانی که در ژوئن ۲۰۱۴ درگذشت، در اواسط یا اواخر دهه چهل زندگی‌اش بود. در جامعه مادرسالار بونوبوها، موقعیت یک مرد در درجه اول با موقعیت زنانی که با آنها مرتبط است تعیین می‌شود. ماتاتا رهبر ارشد گروه بود، بنابراین موقعیت او به‌عنوان بالاترین رتبه مرد با پذیرفته شدن به‌عنوان «پسر» او تثبیت شد. به گفته مجله اسمیتسونیان، کانزی «شکل یک پدرسالار سالخورده را دارد، او کچل و چروکیده با چشمان جدی و عمیق است.» این توصیف با یک عکس رنگی تمام صفحه از کانزی در نشنال جیوگرافیک در مارس ۲۰۰۸ و یک عکس سیاه و سفید تمام صفحه در مجله تایم تأیید شده است.

## نمونه‌هایی از رفتار و توانایی‌ها
رفتار و توانایی‌های کانزی موضوع تحقیقات منتشرشده در مجلات علمی و همچنین گزارش‌هایی در رسانه‌های عمومی بوده است.

### برنامه‌های تحقیقاتی
زمانی که کانزی هشت ساله بود، موضوع یک برنامه تحقیقاتی بود که در آن توانایی او در پاسخ‌گویی به درخواست‌های گفتاری با یک کودک انسان دو ساله به نام آلیا مقایسه شد. تکمیل این مطالعه نه ماه طول کشید. به کانزی و آلیا ۶۶۰ دستورالعمل گفتاری داده شد و از آنها خواسته شد تا با اشیاء آشنا به روش‌های بدیع برخورد کنند. کانزی به ۷۴ درصد دستورالعمل‌ها و آلیا به ۶۵ درصد آنها به‌درستی پاسخ داد.
مطالعه دیگری که توسط باستان‌شناسان کتی شیک و نیکلاس توث طراحی و انجام شد، با هدف مقایسه توانایی‌های شناختی و مکانیکی کانزی با اجداد اولیه انسان که ابزارهای عصر پارینه‌سنگی زیرین (احتمالاً انسان ماهر) مانند تکه‌ها و هسته‌های (هسته سنگی است که پوسته‌ای از آن جدا شده است) الدوایی را ساخته و استفاده می‌کردند، انجام شد. در این مطالعه، شیک و توث به کانزی نشان دادند که چگونه سنگ را پوسته‌پوسته کند و یک لبه تیز تولید کند که می‌توان از آن برای بریدن طناب استفاده کرد تا به پاداش غذایی دسترسی پیدا کرد. پس‌از مدل‌سازی رفتار پوسته‌پوسته شدن در موارد مختلف، محققان هر آزمایش را با قرار دادن یک جایزه غذا در داخل جعبه‌ای با دری شفاف که با طناب بسته نگه‌داشته می‌شد، تنظیم کردند. سپس کانزی به داخل محفظه‌ای که جعبه در آن قرار داشت هدایت می‌شد و سنگ‌های مورد نیاز برای پوسته‌پوسته شدن (معروف به چرت یا سنگ آتشزنه) تهیه می‌شد. در طول این مطالعه چند ساله، کانزی نه‌تنها نحوه پوسته‌پوسته شدن را یادگرفت، بلکه روش خود را با انداختن سنگ‌ها روی سطوح سخت برای ایجاد پوسته، برخلاف روش کوبه‌ای دستی که برای او مدل‌سازی شده بود، توسعه داد. کانزی با تکه‌های تیز زیادی که تولید کرد، توانست طناب را قطع کند تا به پاداش غذا دسترسی پیدا کند. بااین‌حال، پوسته‌هایی که او تولید و استفاده کرد، خام‌تر از پوسته‌های تولید شده توسط انسان‌های عصر پارینه‌سنگی زیرین بود.
مطالعه مشابهی در مورد توانایی‌های پوسته‌پوسته کردن سنگ شامپانزه‌ها نتوانست این یافته‌ها را با کانزی بازسازی کند. مؤلفان اظهار می‌کنند که اختلاف در یافته‌ها به‌دلیل تفاوت در زمینه پرورش افراد است. درحالی که کانزی بخش قابل توجهی از زندگی خود را در اطراف انسان‌ها گذرانده و توسط آنها آموزش دیده است (که منجر به سطح بالایی از فرهنگ‌پذیری می‌شود)، شامپانزه‌ها در مطالعه اخیر آموزش ندیده‌اند یا به آنها نشان داده نشده که چگونه سنگ را پوسته‌پوسته و آن را تیز سازند یا از آن استفاده کنند (یا در هر رفتار انسانی دیگری). این ممکن است توضیح دهد که چرا کانزی پس‌از مشاهده انسان‌ها توانست پوسته‌پوسته کردن سنگ را ایجاد کند و شامپانزه‌ها در مطالعه اخیر چنین نبودند.

### حکایت‌ها
کانزی به‌دلیل توانایی‌اش در «برانگیختن اشیاء غایب، ابداع فرمول‌های جدید برای توصیف عناصری که نام‌شان را نمی‌دانست، و تصور خاصی که از زمان داشت و به نظر می‌رسید دیدگاه دیگران را درک می‌کرد، شناخته می‌شود». موارد زیر حکایت‌هایی هستند، نه اثبات‌های تجربی.
- در یک گردش در جنگلی در جورجیا، کانزی نمادهای «مارشمالو» و «آتش» را لمس کرد. سوزان سویج رامبا در مصاحبه‌ای اظهار داشت: «کانزی با توجه به کبریت و مارشمالو، شاخه‌هایی را برای آتش شکافت، آنها را با کبریت روشن کرد و مارشمالو را روی چوب برشته کرد.»[۲۱] همچنین تلگراف عکس‌هایی از کانزی منتشر کرده است که آتشی برای غذا برپا می‌کند.[۲۲]
- پل رافائل، بنا به درخواست سویج رامبا، هاکا (رقصی آئینی و سنتی از مردمان مائوری در نیوزیلند) را برای بونوبوها اجرا کرد. این رقص سنتی مائوری شامل سیلی زدن به ران، کوبیدن سینه و فریاد است. تقریباً همه بونوبوهای حاضر این را به‌عنوان یک نمایش تهاجمی تعبیر کردند و با فریادهای بلند، دندان‌هایشان را نمایان کردند و به دیوارها و زمین کوبیدن واکنش نشان دادند. کانزی که آرام بود، با سویج رامبا و با استفاده از صدای بونوبوها ارتباط برقرار کرد. سویج رامبا این صداها را تعبیر کرد و به رافائل گفت: «او دوست دارد این کار را فقط برای او در اتاقی بیرون از اینجا انجام دهید تا دیگران ناراحت نشوند.» بعداً یک اجرای خصوصی برای او در اتاق دیگری اجرا شد.[۲۱]
- سویج رامبا کانزی را درحال ارتباط با خواهرش مشاهده کرده است. در این آزمایش، کانزی در یک اتاق جداگانه از پروژه گریت ایپ نگهداری شد و مقداری ماست به او نشان داد. کانزی صداهایی انجام داد که خواهرش می‌توانست بشنود. خواهرش، پانبانیشا، نمی‌توانست ماست را ببیند، سپس به واژه یرکیش ماست اشاره کرد و نشان داد که این صداها ممکن است معانی داشته باشند.[۲۱][۲۳]
- در یک نمایش در برنامه تلویزیونی قهرمانان دنیای وحشی،[۲۴] کانزی درحال بازی کردن بازی آرکید پک-من و درک چگونگی شکست دادن آن نشان داده شد.
- در ۲۲ ژوئیه ۲۰۲۳، ویدیویی که توسط کاربر ChrisDaCow در یوتیوب آپلود شد، که کانزی را درحال بازی کردن نسخه اصلاح شده ماینکرفت نشان داد. این ویدیو در ۱۰ روز بیش از ۳ میلیون بازدید به‌دست‌آورد و از ۲ اوت ۲۰۲۳ نزدیک به ۱۰٬۰۰۰ دلار برای پناهگاه ابتکار حفاظت و شناخت کپی‌ها (ACCI) جمع‌آوری کرد.[۲۵] در ۱۲ ژانویه ۲۰۲۴، دنباله‌ای منتشر شد که در آن او و بونوبو دیگری، برادرزاده‌اش تکو، غول آخر بازی را شکست دادند.

## زبان
کانزی یادگرفت که با استفاده از صفحه‌کلید با یرکیش ارتباط برقرار کند. کانزی همچنین از تماشای ویدیوهای کوکوِ گوریل که با استفاده از علائم با نگهبانش پنی پترسون ارتباط برقرار می‌کرد، نشانه‌هایی را از زبان اشاره آمریکایی دریافت کرد. سویج رامبا متوجه نشد که کانزی می‌تواند علائم را نشان دهد تا زمانی که او «تو، گوریل، سؤال» را برای مردم‌شناس داون پرنس-هیوز، که قبلاً از نزدیک با گوریل‌ها کار کرده بود، نشان داد. براساس آزمایش‌هایی که در مرکز تحقیقات نخستی‌های یرکس انجام شد، کانزی توانست در ۸۹ تا ۹۵ درصد مواقع نمادها را به‌درستی شناسایی کند.
کانزی نمی‌تواند به شیوه‌ای که برای اکثر انسان‌ها قابل درک باشد صدا بزند، زیرا بونوبوها دارای مجاری صوتی متفاوتی نسبت به انسان‌ها هستند، که باعث می‌شود آنها را در بازتولید بیشتر صداهای صوتی که انسان می‌تواند تولید کند ناتوان باشد. با این‌وجود، مشاهده شد که هر بار که کانزی با نمادهای گرافیکی خاص طراحی‌شده با انسان‌ها ارتباط برقرار می‌کرد، صدایی نیز تولید می‌کرد.

زبان اشاره آمریکایی (ASL)

بعداً مشخص شد که کانزی معادل بیانی نمادهایی را که نشان می‌داد، تولید می‌کرد، البته با صدای بسیار بالا و با تحریف.
براساس تحقیقات دکتر سو سویج رامبا، کانزی «می‌تواند کلمات گفتاری فردی و نحوه استفاده از آنها در جملات بدیع را درک کند». به‌عنوان مثال، محقق از کانزی خواست که برود هویج را در مایکروویو بیاورد، کانزی مستقیماً به مایکروویو رفت و هویجی را که به او نزدیک‌تر بود، اما نه در مایکروویو را کاملاً نادیده گرفت. در مثالی دیگر، محققی این وظیفه را به او و آلیا داد: «به توپ خود مقداری گوجه فرنگی بدهید». آلیا، یک انسان ۲ ساله، نمی‌دانست چه کاری باید انجام دهد، اما کانزی بلافاصله از کدو تنبل هالووین اسباب‌بازی اسفنجی به عنوان توپ استفاده کرد و شروع به غذا دادن به اسباب بازی کرد.

### محدودیت‌ها
اگرچه کانزی بهترین حالت برای میمون‌هایی است که توانایی‌های زبانی را به‌دست می‌آورند، سخنان او با یک کودک ۳ ساله برابری نمی‌کرد. گفته‌های کانزی هنوز به‌شدت بر تفسیر انسانی تکیه می‌کند، که انتقادی رایج از آزمایش‌های بزرگ زبان کپیها است. به‌عنوان مثال، هنگامی که کانزی از «توت‌فرنگی» استفاده می‌کند، به عنوان درخواست رفتن به جایی که توت‌فرنگی رشد می‌کند، درخواست برای خوردن مقداری توت‌فرنگی یا استفاده به‌عنوان نام و غیره بسته به تفسیر و زمینه گرداننده تعبیر می‌شود.
کانزی همچنین هیچ توانایی در استفاده از کلمات نقش‌نما نشان نداد، و همچنین نمی‌توانست از صرف‌شناسی مانند نشان دادن شکل جمع یک اسم یا نحو استفاده کند. مانند دیگر آزمایش‌های بزرگ زبان میمونی، کانزی توسط زبان‌شناسان برای نشان دادن ظرفیت زبان در نظر گرفته نمی‌شود.